# 第90近卫坦克师
近衛第90坦克師，全稱榮膺兩次紅旗勳章的近衛第90“维捷布斯克-諾夫哥羅德”坦克師（俄语：90-я гвардейская танковая Витебско-Новгородская дважды Краснознамённая дивизия，簡稱 90 гв. тд，部隊代號：в/ч 86274）是俄羅斯聯邦武裝力量陸軍的一个坦克师。该师由蘇聯工農紅軍近衛第90步兵師和第378步兵師發展而來，並且繼承了其榮譽稱號。現部隊由2016年12月1日成立，由中央軍區管轄，主要單位駐紮在車里雅賓斯克州和斯維爾德洛夫斯克州。

## 历史

### 成立到二戰結束
近衛第90坦克師的歷史可以追溯到1941年8月。蘇德戰爭爆發後，蘇聯國防人民委員會命令，由莫爾尚斯克和謝爾多布斯克兩市入伍士兵為主體成立的第325步兵師，在第10軍編成下參與莫斯科保衛戰。因在戰鬥中表現出眾，於1943年4月18日授予“近衛”榮譽稱號，更名為近衛第90步兵師。1943年7月5日至8月23日參加庫爾斯克會戰，參與收復奧廖爾和庫爾斯克的戰鬥。1944年的蘇軍反攻中，參與了巴格拉季昂行動的維捷布斯克-奧爾沙攻勢，率先突破德軍在維捷布斯克地區的防禦並攻克該市，因此獲得“維捷布斯克”的榮譽稱號，隨後又因收復波洛茨克而榮膺紅旗勳章。
該師的另一支前身：第378步兵師，於1941年9月1日由西伯利亞多個城市的入伍軍人為主體成立。先後在第59軍，54軍，第8軍，第14軍等編成下，參與列寧格勒戰線的戰鬥。1943年3月，在第14軍建制下參與進攻姆加的戰役。雖然最終戰鬥任務未能完成，但因其在戰場上表現仍被授予紅旗勳章。1944年1月，重歸59軍建制下，參與列寧格勒-大諾夫哥羅德攻勢，在收復諾夫哥羅德的戰役中立下戰功，蘇軍最高統帥部授予其“諾夫哥羅德”榮譽稱號，並在莫斯科鳴放禮砲20響為其表功。隨後該師一直戰鬥在波羅的海地區直至德國投降。蘇德戰爭結束前夕的1945年3月1日，第378步兵師被解散，其人員用於新組建的部隊，而紅旗勳章和諾夫哥羅德的榮譽稱號則被近衛第90步兵師所接受。

### 冷戰時期
1945年歐洲終戰後，近衛第90步兵師改稱近衛第26機械化師，歸屬蘇軍北方集群，駐紮在波蘭博爾內蘇利諾沃市。1957年，該部隊被重組改名為近衛第38坦克師。1965年，為紀念其蘇德戰爭中的功績，恢復其“90”的番號，稱近衛第90坦克師。
1968年，該師參與入侵捷克斯洛伐克。1985年2月8日，近衛第90坦克師和駐德集群的近衛第6摩托化步兵師（全稱：榮膺列寧勳章和蘇沃洛夫勳章的近衛第6“利沃夫”摩托化步兵師）交換番號和類型，但榮譽稱號保持不變。改編後全稱“榮膺兩次紅旗勳章的近衛第6“维捷布斯克-諾夫哥羅德”摩托化步兵師”。其下屬單位也做出相應調整，近衛第6坦克團改編為近衛第16摩托化步兵團，近衛第215坦克圖也改變為近衛第82步兵團。

### 蘇聯解體至解散
蘇聯解體以後，該師歸屬新成立的俄羅斯聯邦。1992年北方集群從波蘭撤回到俄羅斯的特維爾，歸於莫斯科軍區建制下，並縮編為近衛第166獨立摩托化步兵旅。1995年2月至1996年10月，參與第一次車臣戰爭。1997年，近衛第166獨立摩托化步兵旅被改制成近衛第70武器和裝備存放中心 (摩托化部隊)，退出戰鬥編制，並於最後2007年徹底解散。

### 重建
為保存並弘揚軍事傳統，2016年7月8日，俄羅斯發布第327號總統令，宣布重建近衛第90坦克師，並於12月1日正式掛牌，繼承歷史上所獲得勳章和近衛稱號。丹尼斯·拉明（Денис Игоревич Лямин）少將為師長。新建成的近衛90坦克師以原第32獨立摩托化步兵旅（全稱：紅旗第32“列寧格勒-巴甫洛夫斯克”獨立步兵旅）和近衛第7獨立坦克旅（全稱：榮膺蘇沃羅夫勳章，庫圖佐夫勳章和亞歷山大涅夫斯基勳章的紅旗近衛第6“奧倫堡哥薩克”獨立坦克旅）為骨幹。原第32獨立摩托化步兵旅改編成第228摩托化步兵圖，近衛地7獨立坦克旅改編成近衛第239坦克團，並繼承原部隊的所有勳章和榮譽稱號。同時重建兩只近衛第90坦克師（1985年交換番號前）的老部隊：第80坦克團（1992年撤銷番號）和近衛第6坦克團（2007年撤銷番號），並繼承歷史上同名部隊的一切勳章和榮譽。成為含三個坦克團，一個摩托化步兵團，一個自行火砲團的標準坦克師。
2017年8月19日，為紀念蘇德戰爭中的第30烏拉爾志願坦克軍“黑刀部隊”（後為近衛第10“烏拉爾-利沃夫”坦克師），授予第228坦克團第1坦克營以“烏拉爾”榮譽稱號。2018年6月30日，俄罗斯总统弗拉基米尔·普京下達政令，正式恢復該師维捷布斯克-诺夫哥罗德 (Guards Vitebsk-Novgorod) 荣誉称号。第400自行火炮团獲頒特兰西瓦尼亚荣誉称号。 

### 2022年烏克蘭戰爭
2022年2月24日俄烏戰爭爆發，近衛第90坦克師為首批參戰的隊伍。該師和獨立近衛摩托化步兵第35，74，21旅被編入第41集團軍（О集群），從俄羅斯境內以及白俄羅斯東南出發，主攻切爾尼戈夫並且試圖從基輔東部包抄以期包圍基輔。在攻城不利，並未奪佔切爾尼戈夫情況下，3月9日，第90坦克師派出以近衛第6坦克圖和近衛第239坦克團一部組成的營裝甲戰術群，沿烏克蘭M01公路南下，以期奪取位於基輔以東的衛星城布羅瓦里市。次日行軍至斯基賓村附近時，遭到乌克兰武装部队的砲火和步兵的伏擊，遭受了重大损失。 据乌克兰武装部队3月10日聲稱，數量坦克及裝甲車輛，自行火砲和其他裝備被摧毀，近衛第6坦克團團長安德烈·扎哈罗夫上校在斯基賓村陣亡。殘部向北撤出戰鬥。至此O集群再未突破烏軍戰線。3月28日，隨著俄軍宣布從基輔方向撤軍，駐紮在切爾尼戈夫外圍的近衛第90坦克師剩餘單位也隨之撤回到俄羅斯境內，之后被派往其他战线。

## 戰鬥序列

### 近衛第90坦克師 (2016)
- 師司令部（駐地：車里雅賓斯克州切巴爾庫爾，部隊代號：в/ч 86274）
  - 第30獨立偵察營（駐地：車里雅賓斯克州切巴爾庫爾，部隊代號：в/ч 17654）
  - 第351獨立戰鬥工兵營（駐地：車里雅賓斯克州切巴爾庫爾，部隊代號：в/ч 84975）
  - 第33獨立通訊營（駐地：車里雅賓斯克州切巴爾庫爾，部隊代號：в/ч 94015）
  - 第1122獨立支援營（駐地：車里雅賓斯克州切巴爾庫爾，部隊代號：в/ч 25481）
  - 第26獨立衛生營（駐地：車里雅賓斯克州切巴爾庫爾，部隊代號：в/ч 86000）
- 榮膺列寧勳章，蘇沃洛夫勳章，庫圖佐夫勳章和博格丹·赫梅利尼茨基勳章的近衛紅旗第6“利沃夫”坦克團（駐地：車里雅賓斯克州切巴爾庫爾，部隊代號：в/ч 93992）
- 近衛紅旗第80坦克團（駐地：車里雅賓斯克州切巴爾庫爾，部隊代號：в/ч 87441）
- 榮膺朱可夫勳章，蘇沃羅夫勳章，庫圖佐夫勳章，和亞歷山大涅夫斯基勳章的近衛紅旗第239“奧倫堡哥薩克”坦克團（駐地：車里雅賓斯克州切巴爾庫爾，部隊代號：в/ч 89547）
- 近衛紅旗第228“列寧格勒-巴甫洛夫斯克”摩托化步兵團（駐地：斯維爾德洛夫斯克州葉卡捷琳堡，部隊代號：в/ч 22316）
- 榮膺博格丹·赫梅利尼茨基勳章的紅旗第400“特蘭西瓦尼亞”自行火砲團（駐地：車里雅賓斯克州切巴爾庫爾，部隊代號：в/ч 15871）
- 第288獨立防空飛彈營（駐地：車里雅賓斯克州切巴爾庫爾，部隊代號：в/ч 54824）
- 第67摩托化步兵团
- 第87摩托化步兵团